# Pius August i Bayern
Hertug Pius August i Bayern (tysk: Herzog Pius August in Bayern; (født 2. august 1786 i Landshut i Niederbayern, død 3. august 1837 i Bayreuth i Oberfranken i Tyskland) tilhørte slægten Wittelsbach, der var Bayerns kongehus indtil 1918. 

## Biografi
Pius August blev født den 2. august 1786 i Landshut i Niederbayern som det tredje barn og ældste overlevende søn af den daværende pfalzgreve Wilhelm af Pfalz-Zweibrücken-Birkenfeld-Gelnhausen og pfalzgrevinde Maria Anna af Zweibrücken-Birkenfeld. Hans far tilhørte den ikke-regerende sidelinje Pfalz-Zweibrücken-Birkenfeld-Gelnhausen af det vidtforgrenede fyrstehus Wittelsbach, mens hans mor var datter af pfalzgreve Frederik Michael af Zweibrücken-Birkenfeld og søster til Bayerns første konge Maximilian 1. Joseph af Bayern.
Hertug Pius August var generalmajor i den kongelige bayerske hær og indehaver af infanteriregiment nr. 8 i Bayreuth. I 1815 blev han æresmedlem af det bayerske videnskabsakademi.

## Ægteskab og børn
Pius August giftede sig den 26. maj 1807 i Bruxelles med Amalie Luise af Arenberg (1789–1823). Hun var datter af hertug Louis-Marie af Arenberg og sønnedatter af den østrigsk-belgiske feltmarskal hertug Karel Maria Raymond van Arenberg.
Pius August og  Amalie Luise fik et barn:
- Max Joseph (1808–1888), Hertug i Bayern

⚭ 1828 med Prinsesse Ludovika af Bayern (1808–1892)
Max Joseph blev far til ti børn, herunder kejserinde Elisabeth af Østrig-Ungarn, kaldet Sissi, (1837–1898), gift med kejser Franz Joseph 1. af Østrig-Ungarn (1830–1916).